# جيمس ديفيد إدغار
جيمس ديفيد إدغار هو محامي وسياسي كندي، ولد في 10 أغسطس 1841، وتوفي في 31 يوليو 1899 بتورونتو في كندا. حزبياً، نشط في الحزب الليبرالي الكندي. وقد انتخب رئيس مجلس العموم الكندي ‏.